# 독일 제국 항공대
독일 제국 항공대(독일어: Fliegertruppen des deutschen Kaiserreiches), 후기 명칭 독일 공군전력(독일어: Deutsche Luftstreitkräfte 도이체 루프트슈트라이트크레프터[ˈdɔʏtʃə ˈlʊftˌʃtʁaɪtkʁɛftə][*])는 제1차 세계 대전 당시 독일 육군의 항공전력으로, 대전 말기까지 별개의 공군으로 독립하지 않고 육군 내부 조직으로 남았다. 독일 제국해군의 해군항공분견대(독일어: Marine-Fliegerabteilung) 역시 해군 내부조직이었다.

## 같이 보기
- 독일 공군
- 국가인민군 공군